# Robert E. Scholes
Robert Edward Scholes (* 19. Mai 1929 in Brooklyn, New York; † 9. Dezember 2016 in Rhode Island) war ein US-amerikanischer Literaturkritiker und -theoretiker. Er ist bekannt für seine Ideen zu Fabulation und Metafiktion.

## Ausbildung und Werdegang
Robert Scholes wurde 1929 in Brooklyn, New York, geboren. Nach seinem Bachelor an der Yale University im Jahr 1950 diente er von 1952 bis 1955 im Koreakrieg als Kanonenoffizier in der United States Navy. Dabei verlor er auf der USS Helena (CA-75) einen Teil seines Hörvermögens. Er promovierte 1959 an der Cornell University und lehrte an der University of Virginia und der University of Iowa, bevor er 1970 an die Brown University in den Fachbereichen Englisch und Vergleichende Literaturwissenschaft kam. Nach seiner Emeritierung im Jahr 1999 wurde Scholes zum Forschungsprofessor für moderne Kultur und Medien ernannt.
Zusammen mit Eric S. Rabkin veröffentlichte er 1977 das Buch Science Fiction: History, Science, Vision, das die Science-Fiction-Forschung maßgeblich beeinflusst hat. Darin versuchen sie, die Literaturgeschichte des Genres, aber auch die Wissenschaften wie Physik und Astronomie zu erklären.
Scholes wurde als kompetenter Ratgeber für Literaturtheorie und Semiotik bekannt, als diese in den 1970er und 1980er Jahren in der amerikanischen Literaturwissenschaft an Bedeutung gewannen. Sein 1982 erschienenes Buch Semiotics and Interpretation wurde in der Literaturzeitschrift The Times Literary Supplement gelobt, da es „eine Reihe von Beispielen für sinnvoll und intelligent angewandte Semiotik bietet, die Scholes' geduldiger, heiterer Ton und sein entschieden konkretes Vokabular zu einem luftig-informativen amerikanischen Konfekt zusammenfügen“. Zusammen mit Thomas G. Winner von der Brown University gründete Scholes 1974 das erste Semiotik-Programm in den USA.
Scholes war Präsident der Semiotic Society of America (1989–1990) und der Modern Language Association (2004). Zuletzt war er Direktor des Modernist Journals Project an der Brown University.
Die mit Clifford Wulfman veröffentlichte Schrift Modernism in the Magazines: An Introduction (2010) führt in die Zeitschriften des frühen zwanzigsten Jahrhunderts ein und betrachtet dabei insbesondere das Verhältnis von Werbung und redaktionellem Inhalt. In seinen Büchern The Rise and Fall of English und English after the Fall versuchte Scholes, den Status der englischen Sprache als Studienfach kritisch zu bewerten. Er war ein vehementer Befürworter der Abkehr von einer restriktiven Definition von Literatur und der Neuausrichtung des Anglistikstudiums auf das Konzept der „Textualität“. Durch die Ausweitung des Studienbereichs und die Betonung der Bedeutung des Lesens und Schreibens für den Unterricht versuchte er, die englische Sprache zu einer Disziplin zu machen, die im 21. Jahrhundert von Nutzen sein könnte.

## Familie
Robert Scholes war in erster Ehe verheiratet mit Joan Grace geb. Carter und hatte mit ihr die beiden Kinder Peter und Christine. Nach Joans Tod 1971, sie starb an Krebs, heiratete er 1972 die Biologielehrerin Jo Ann Putnam, die vier weitere Kinder – Cynthia, Greg, Rick und Mike – in die Ehe einbrachte.

## Auszeichnungen
Scholes erhielt 1987 die Ehrendoktorwürde der Université Lumière Lyon 2, und 2003 die der State University of New York at Purchase. 1998 wurde er zum Fellow der American Academy of Arts and Sciences gewählt.

## Werke
- Mit Eric S. Rabkin: Science fiction: history, science, vision. Oxford University Press, New York, 1977. ISBN 0-19-502174-6. Online bei archive.org. Abruf am 16. Mai 2025
- The Rise and Fall of English: Reconstructing English As a Discipline. Yale University Press, New Haven, 1998. ISBN 978-0-300-07151-1
- Herausgeber: Approaches to the Novel. Chandler, San Francisco, 1966. ISBN 978-0-8102-0201-6
- Herausgeber: The Cornell Joyce Collection: A Catalogue. Cornell University Press, Ithaca (N.Y.), 1961.
- Mit Robert Kellogg und James Phelan: The Nature of Narrative. Oxford University Press, New York, 2006. ISBN 978-0-19-515176-3
- The Fabulators. Oxford University Press, New York, 1967.
- Elements of Poetry. Oxford University Press, New York, 1969. ISBN 978-0-19-501047-3
- Structuralism in Literature: An Introduction. Yale University Press, New Haven, 2009. ISBN 978-0-300-01850-9
- Structural Fabulation: An Essay on Fiction of the Future. University of Notre Dame Press, 1975. ISBN 978-0-268-00570-2
- Fabulation and Metafiction. University of Illinois Press, 1979. ISBN 978-0-252-00704-0
- Semiotics and Interpretation. Yale University Press, New Haven, 2009. ISBN 978-0-300-03093-8
- Textual Power: Literary Theory and the Teaching of English. Yale University Press, New Haven, 1985. ISBN 978-0-300-03350-2
- Protocols of Reading. Yale University Press, New Haven, 1991. ISBN 978-0-274-73425-2
- In Search of James JoyceUniversity of Illinois Press, 1992. ISBN 978-0-252-06245-2
- Elements of Fiction. Oxford University Press, New York, 1981. ISBN 978-0-19-502881-2
- The Crafty Reader. Yale University Press, New Haven, 2001. ISBN 978-0-300-09015-4
- Paradoxy of Modernism. Yale University Press, New Haven, 2006. ISBN 978-0-300-10820-0
- Mit Clifford Wulfman: Modernism in the Magazines: An Introduction. Yale University Press, New Haven, 2010. ISBN 978-0-300-14204-4
- English after the Fall: From Literature to Textuality. University of Iowa Press, Iowa, 2011. ISBN 978-1-60938-055-7

## Dokumentarfilm
- Andries van Dam: Hypertext: an Educational Experiment in English and Computer Science at Brown University. Brown University, Providence, RI, U.S. 1974, Laufzeit 15:16, Film im Internet Archive